# هاردي فوكس
هاردي فوكس (بالإنجليزية: Hardy Fox)‏ هو ملحن وموسيقي أمريكي، ولد في 29 مارس 1945 في لونغفيو في الولايات المتحدة، وتوفي في 30 أكتوبر 2018 في سان أنسيلمو في الولايات المتحدة.

## وصلات خارجية
- الموقع الرسمي
- هاردي فوكس على موقع IMDb (الإنجليزية)
- هاردي فوكس على موقع ميوزك برينز (الإنجليزية)
- هاردي فوكس على موقع ميوزك برينز (الإنجليزية)
- هاردي فوكس على موقع ميوزك برينز (الإنجليزية)
- هاردي فوكس على موقع ميوزك برينز (الإنجليزية)
- هاردي فوكس على موقع ميوزك برينز (الإنجليزية)
- هاردي فوكس على موقع ديسكوغز (الإنجليزية)
- هاردي فوكس على موقع ديسكوغز (الإنجليزية)
- هاردي فوكس على موقع ديسكوغز (الإنجليزية)
- هاردي فوكس على موقع ديسكوغز (الإنجليزية)
- هاردي فوكس على موقع ديسكوغز (الإنجليزية)